# Brauerei C. Wittmann

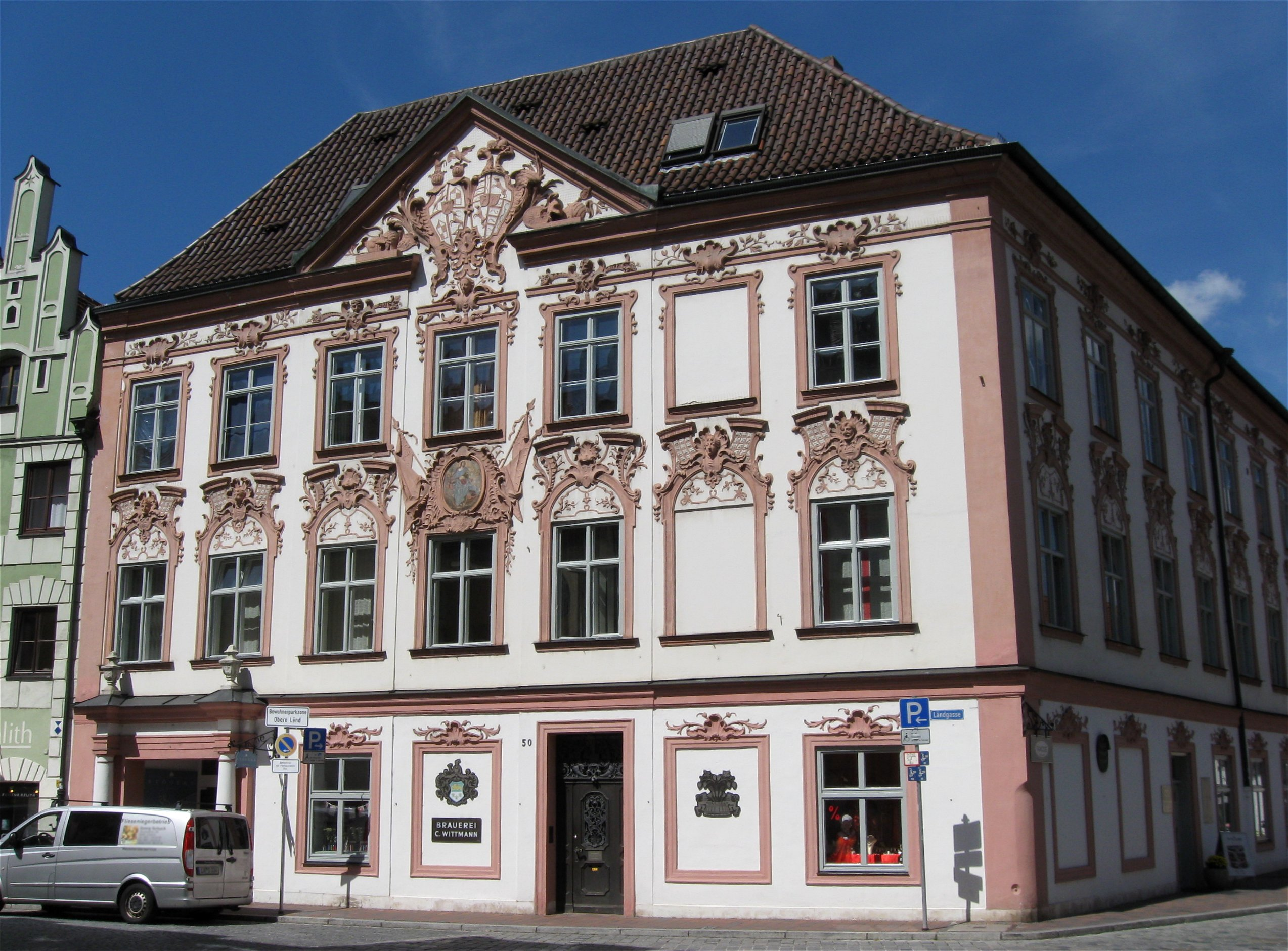
Palais Etzdorf, der Verwaltungssitz der Brauerei C. Wittmann

Die Brauerei C. Wittmann (auch: Brauerei Wittmann, Brauerei Carl Wittmann) ist eine mittelständische Privatbrauerei aus der niederbayerischen Stadt Landshut. Der Verwaltungssitz ist in dem historisch bedeutsamen Palais Etzdorf in der Landshuter Altstadt untergebracht.

## Geschichte
Die Brautradition lässt sich bis 1616 zurückverfolgen. Der Betrieb wird in fünfter Generation als Familienbetrieb geführt und ging aus den alten Landshuter Braustätten „Zum Heiß“ und „Zum Dräxlmeir“ hervor.

## Produkte

### Biere
Die Produktpalette umfasst folgende untergärige Biersorten: Wittmann Urhell, Wittmann Urhell Alkoholfrei, 2,9 Medium, LA Lager, Carl's Zwickl, Premium Extra Pils und die Mischgetränke Radler, NaturRadler und NaturRadler alkoholfrei. Zudem werden folgende obergärige Biere angeboten: Hefe-Weisse, Hefe-Weisse alkoholfrei, Leichte Weisse, Schwarz-Weisse und Schwarz-Weisse alkoholfrei. Nur saisonal erhältlich sind das Starkbier Ergolator, das für das Ergoldinger Starkbierfest „Hockerberg“ produziert wird, das Dultbier als Festbier für die bekannte Landshuter Dult, das Carl Wittmann Dunkel und das Winterbier.

### Alkoholfreie Getränke
Neben den alkoholfreien Bieren (s. oben) werden weitere alkoholfreie Erfrischungsgetränke angeboten. Dabei ist neben dem Mineralwasser der Ruffini Quelle (spritzig, medium) insbesondere die Marke XXL zu nennen, unter der folgende Erfrischungsgetränke produziert werden: XXL – Limonade Zitrone, XXL – Limonade Zitrone light, XXL – Limonade Orange, XXL – Limonade Blutorange, XXL – Limonade Cola-Mix, XXL – Limonade Cola-Mix light, XXL – Apfelschorle, XXL – Cola-Cola und XXL – ACE.